# Llengües misumalpa
Les llengües misumalpa (també conegudes com a misumalpa) són una petita família de llengües indígenes d'Amèrica parlades a la costa est de Nicaragua i zones properes. La família va ser anomenada així a proposta de John Alden Mason per les primeres síl·labes de: Miskitu, Sumu i Matagalpa, i fou reconeguda per primer cop per Walter Lehmann en 1920.

## Classificació
La família misumalpa va ser clarament reconeguda fa molt temps, encara que fins al treball d'Adolfo Constenla Umaña en la dècada de 1980 existia molt poc treball històric comparat sobre aquestes llengües.
Les estimacions glotocronològics apunten a un temps de separació des de l'antecessor comú d'entre uns 5800 i uns 6200 anys. Tanmateix totes les llengües misumalpa comparteixen el mateix inventari fonològic. Les consonants són p, b, t, d, k, s, h, w, y, i dues versions (sorda i sonora) de m, n, ng, l i r, pel que l'inventari consonàntic és:
|            | Labial | Alveolar | Palatal | Velar | Glotal |
| ---------- | ------ | -------- | ------- | ----- | ------ |
| Oclusiva   | p b    | t d      |         | k     |        |
| Fricativa  |        | s        |         |       | h      |
| Nasal      | m̥ m    | n̥ n      |         | ŋ̥ ŋ   |        |
| Vibrant    |        | ɾ ̥ ɾ     |         |       |        |
| Aproximant | w      | l ̥ l     |         | y     |        |
Les vocals són a, i, u amb versions curta i llarga, és a dir, /i, a, u; iː, aː, uː/.

### Llengües de la família
Es coneixen diverses llengües de la família, de les quals actualment només sobreviuen dues, havent-se extingit la major part d'elles. Les dades històriques mostren que en un altre temps, aquestes llengües es van estendre per El Salvador, Hondures i Nicaragua. Els integrants coneguts de la família són:
- Les Llengües miskito: Que consten únicament d'una llengua coneguda:
  - El miskito que té prop de 183.000 parlants (1993),[2] 77.000 a 160.000 en 1997,[3] principalment en la Regió Autònoma de l'Atlàntic Nord de Nicaragua i al Departament hondureny de Gracias a Dios.
- Les llengües sumalpa:
  - El sumo: que tenen entre totes les variants uns 7.400 parlants (1982-1997),[4] als voltants del riu Huaspuc i dels seus tributaris, la major part a Nicaragua i alguns a Hondures. Molts dels seus parlants han passat a parlar miskito. Hi ha diverses variants o dialectes del sumo:
    - Mayangna
      - Tawahka
      - Panamahka
      - Tuahka

    - Ulwa

  - Les llengües matagalpanes:
    - El cacaopera: Es troba extint. Va ser parlat al departament de Morazán del Salvador.
    - El matagalpa: Es troba extint. Va ser parlat a les muntanyes centrals de Nicaragua i en el departament d'El Paraíso a Hondures.

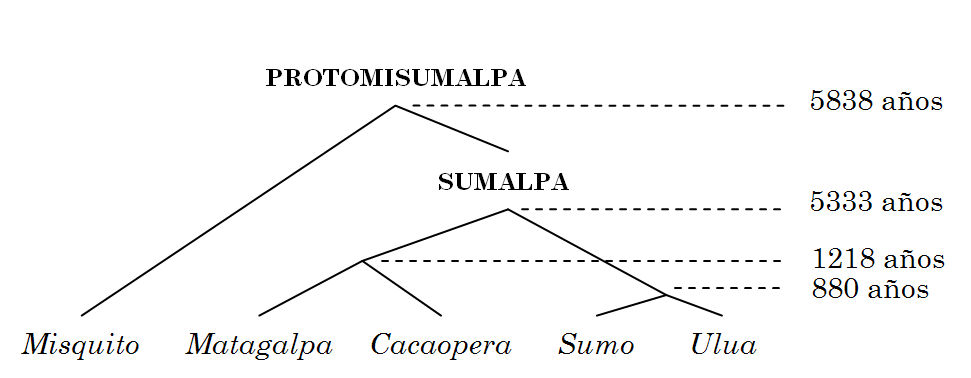
Classificació genealògica de les llengües misumalpa

El miskito es va convertir en la llengua dominant de la Costa de Mosquitos a partir del finals del segle xvii a causa de la seva aliança amb l'Imperi Britànic. Al nord-est de Nicaragua, segueix avançant entre els quals anteriorment parlaven el Sumo. No obstant això, el seu nivell sociolingüístic és menor que el dels criolls anglòfons del sud-est, i en aquesta regió el miskito contínua a perdre terreny. El sumo està en perill de desaparició a gairebé totes les parts on es parla encara, si bé hi ha algunes evidències que va ser la llengua dominant de la regió abans de la pujada del miskito. Les llengües matagalpanes es van extingir fa molt temps i no estan molt ben documentades.

### Relació amb altres llengües
Amb freqüència s'ha assenyalat que podria existir un parentiu amb les llengües txibtxa encara que pràcticament no s'ha aportat evidència sòlida en aquest sentit. Joseph Greenberg les classifica com una subfamília del grup txibtxa la qual cosa ha estat rebatut per diversos lingüistes, ja que aquesta proposta és altament especulativa i està recolzada en una evidència feble.
El treball d'Adolfo Constenla Umaña suggereix que les llengües misumalpa està relacionades genèticament amb la família lenca. Més recentment el mateix autor ha usat el mètode comparatiu per suggerir que efectivament existeix una relació entre el lenca-misumalpa i les llengües txibtxa, per la qual cosa el proposa una macrofamília macrotxibtxa o lenmitxí.

## Comparació lèxica
La següent taula reprodueix alguns cognats entre les llengües misumalpa:
| GLOSSA  | Cacaopera   | Matagalpa | Sumu            | Mískito          |
| ------- | ----------- | --------- | --------------- | ---------------- |
| serp    | bil (cuc)   |           | bil             | piuta            |
| puça    | pasář       |           | pisa            | písa             |
| arbre   | man         | man       | pan             |                  |
| lluna   | aiku        | aiko      | waiko           |                  |
| verd    | sásaka      |           | sanka           | san-             |
| groc    | lalá        |           | lalah           | lalah-           |
| roig    | mayu        | pu        | paw             | paw-             |
| dos     | búřu        | buyo      | bu              | wal              |
| tres    | wasba watba | watba     | bas/mas         | yumpa            |
| agua    | li          | li        | was             | li               |
| foc     | lawal       | lawal     | lawa (parrilla) | lapta (caliente) |
| casa    | u           | u         | u               | u                |
| nas     | -nan-       | nam       | nan             |                  |
| alvocat | sial        | sial      | sarin           | sikia            |
| cendra  | wabu        |           | wan             | yampus           |
| jo      | yam         |           | yan             | yan              |
| tu      | man-        |           | man             | man              |

## Col·leccions bibliogràfiques
- FDL bibliografia Arxivat 2005-01-14 a Wayback Machine.
- Bibliografia sobre la llengua ulwa Arxivat 2005-02-14 a Wayback Machine.
- Bibliografia miskito Arxivat 2004-11-15 a Wayback Machine.